# Alarma a l'exprés
Alarma a l'exprés (títol original en anglès The Lady Vanishes) és una pel·lícula dirigida per Alfred Hitchcock el 1938. Va ser l'èxit més gran del director i va determinar la seva partida a Hollywood. Com Ernst Lubitsch amb Ser o no ser, Hitchock aconsegueix una comèdia dramàtica. Reuneix personatges tan variats com excèntrics i els llança en una cursa-persecució a un ritme molt ràpid.
Aquesta pel·lícula ha estat doblada al català.

## Argument
El Transcontinental Express pateix el retard d'una nit a causa del mal temps en un país centreeuropeu. Els passatgers pernocten en un petit hotel del poble, on Iris Henderson coneix una vella institutriu anglesa, la senyora Froy. Poc després de reprendre el viatge Iris s'adona de la desaparició de l'anciana, però tots afirmen que la seva amiga no existeix i que pateix una al·lucinació.

## Repartiment
- Margaret Lockwood: Iris Henderson
- Michael Redgrave: Gilbert
- Paul Lukas: Dr. Hartz
- Dame May Whitty: Senyoreta Froy
- Cecil Parker: Sr. Todhunter
- Linden Travers: "Sra" Todhunter
- Naunton Wayne: Caldicott
- Basil Radford: Charters
- Mary Clare: baronessa
- Emile Boreo: director de l'hotel
- Googie Withers: Blanche